# Taggormstjärna
Taggormstjärna (Ophiothrix fragilis) är en ormstjärneart som först beskrevs av Abildgaard 1789. Enligt Catalogue of Life ingår Taggormstjärna i släktet Ophiothrix och familjen Ophiothrichidae, men enligt Dyntaxa är tillhörigheten istället släktet Ophiothrix och familjen brokormstjärnor. Arten är reproducerande i Sverige. Inga underarter finns listade i Catalogue of Life.

## Bildgalleri

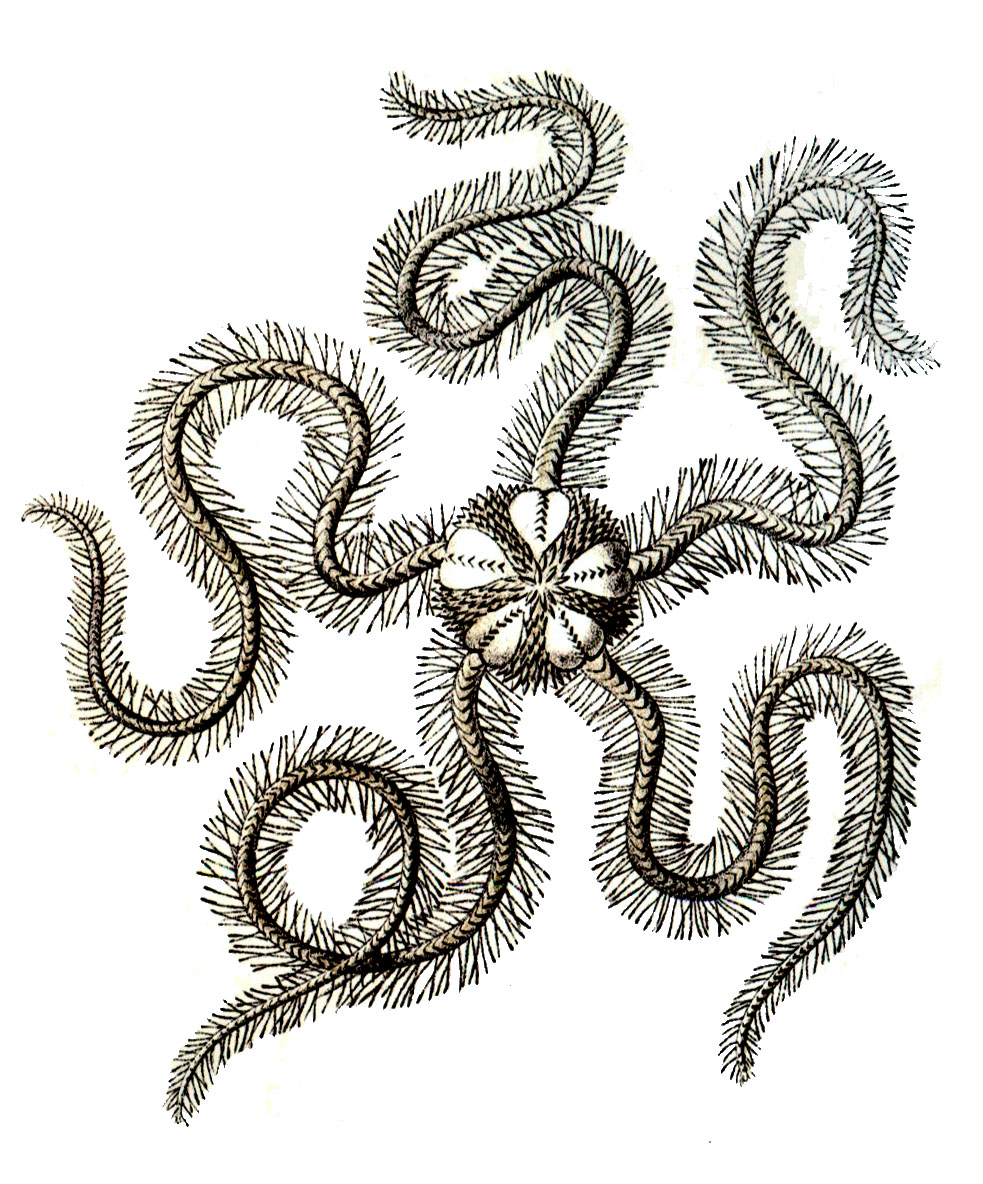
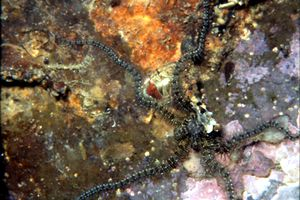
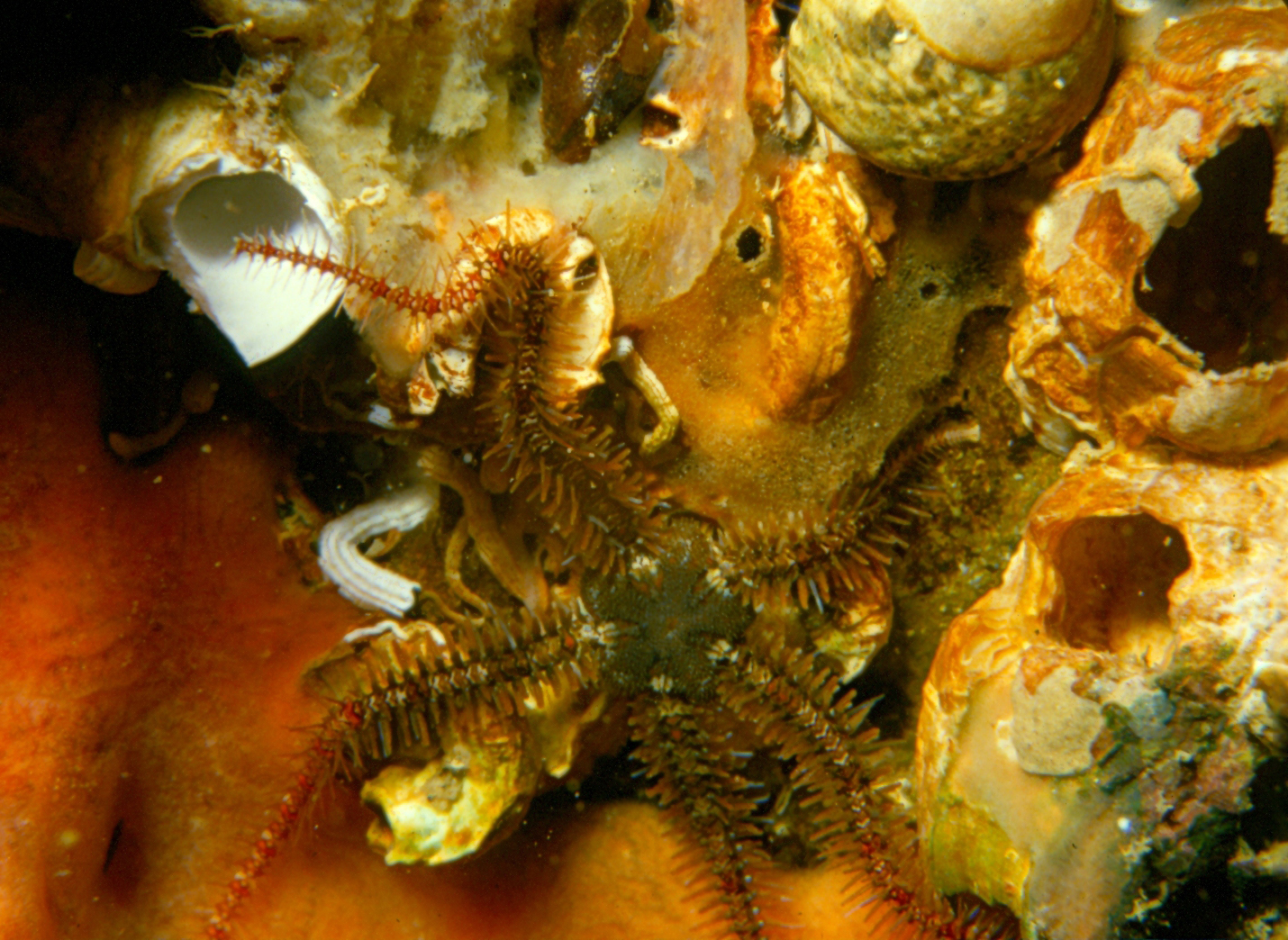
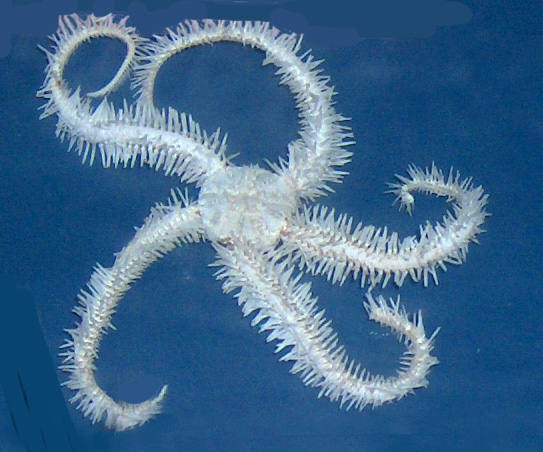